# اندیس لار ۵
لار ۵ یک اندیس فلزی است که در حوالی شهر تله سیاه استان سیستان و بلوچستان قرار دارد و مادهٔ معدنی موجود در آن، مس است.  